# Puffat ris

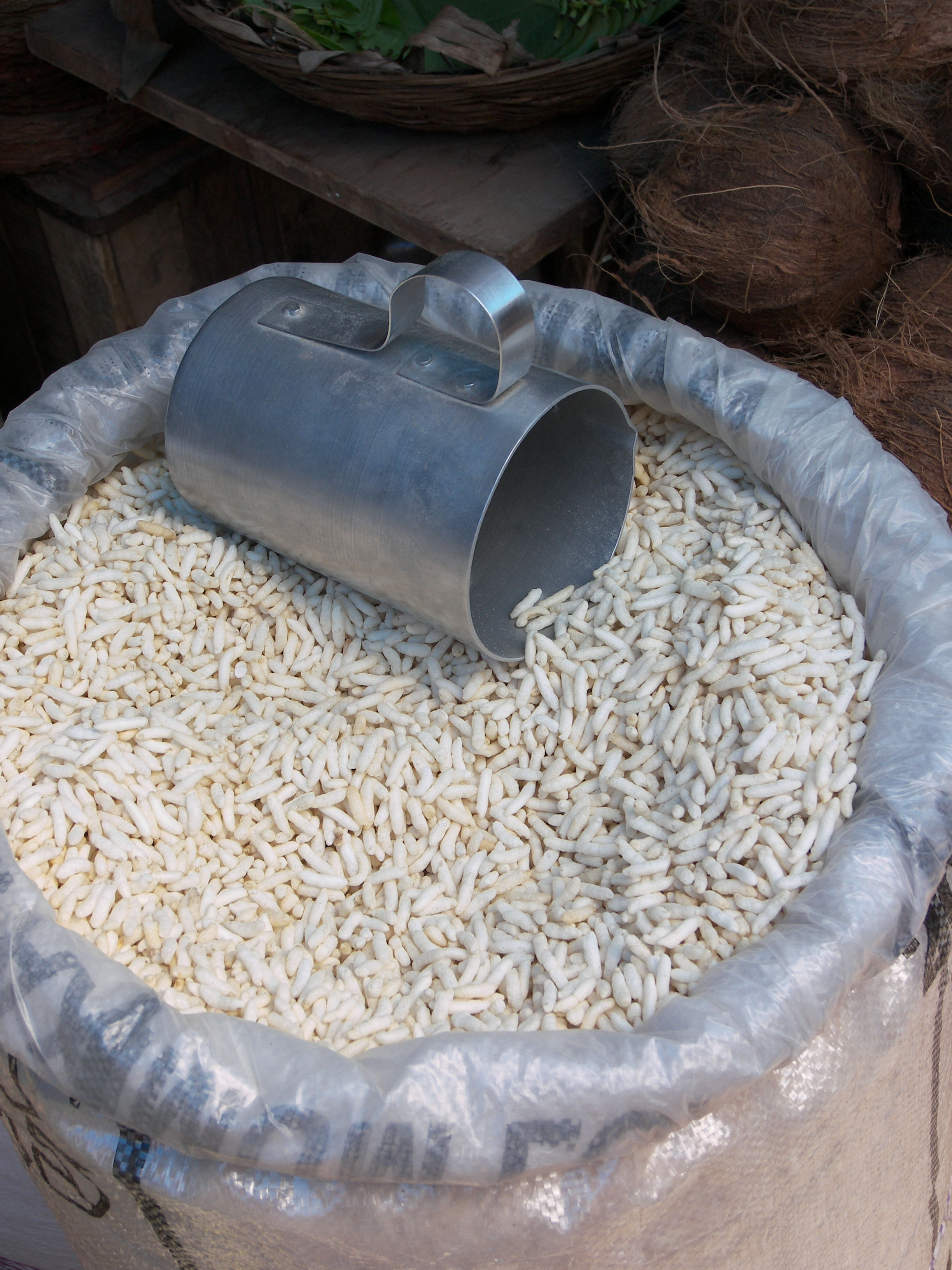
Puffat ris till salu på Ulsoor Market i Bangalore.

Puffat ris är uppblåsta riskorn, lite på samma sätt som majs som poppas till popcorn. En vanlig metod för att puffa ris är att hetta upp det under tryck tillsammans med ånga, och sedan låta riset torka, men det finns många olika tekniker, där vissa resulterar i krispiga puffade riskorn, och vissa i segare riskorn. Puffat ris härstammar från Indiska subkontinenten och används ofta till frukostflingor och godis, och är vanligt inom street food i Indien, Bangladesh och Nepal, men även i Korea.
Att puffat ris är populärt i Västvärlden brukar härledas till den amerikanska botanisten Alexander P. Anderson, som upptäckte metoden då han skulle bestämma vätskemängden i stärkelse och han introducerade den första rispuffningsmaskinen 1904 på Världsutställningen i Saint Louis, Missouri.
Puffat ris används exempelvis till riskakor, rischoklad och vissa flingor.

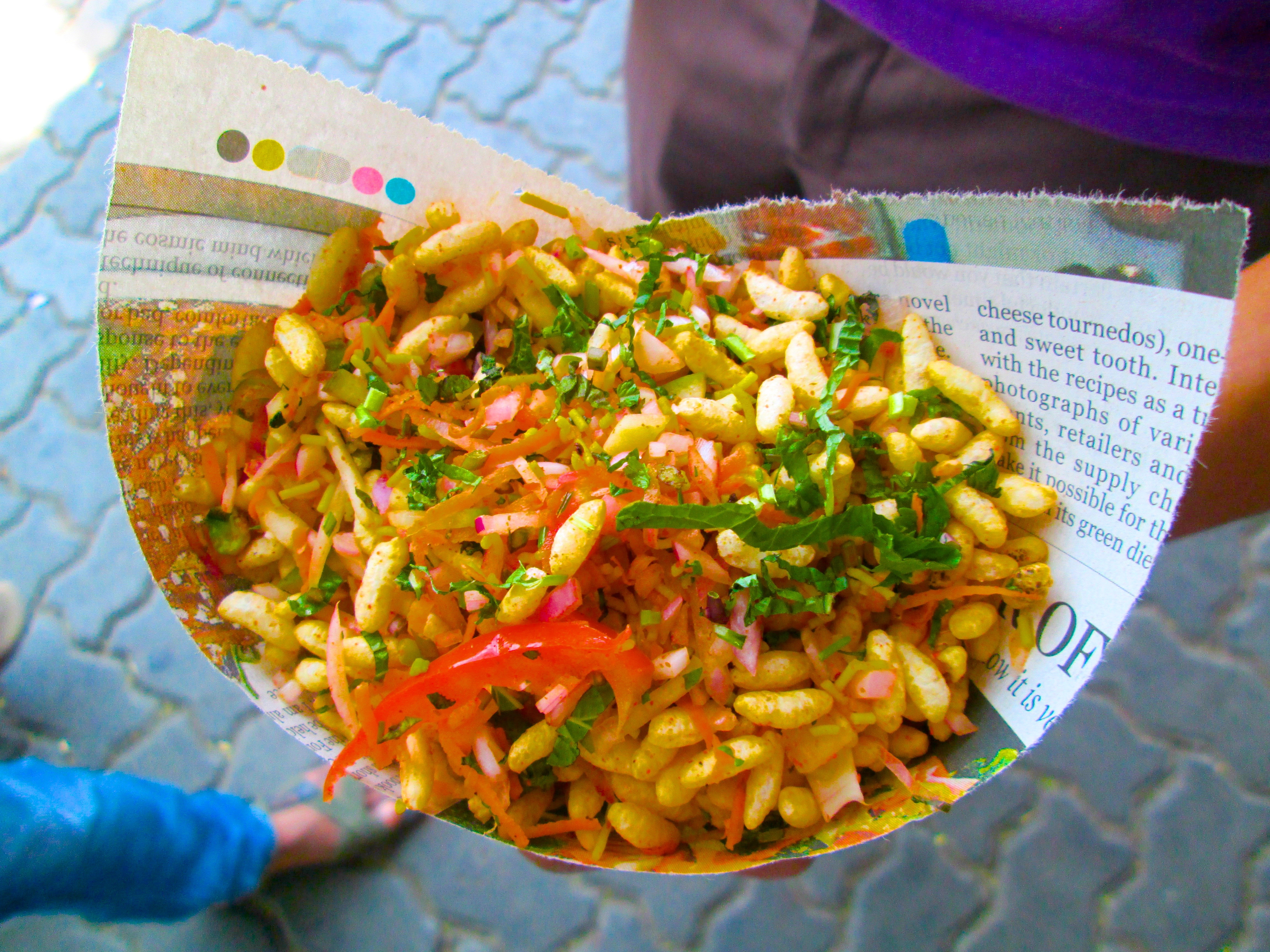
Maträtten Bhelpuri.
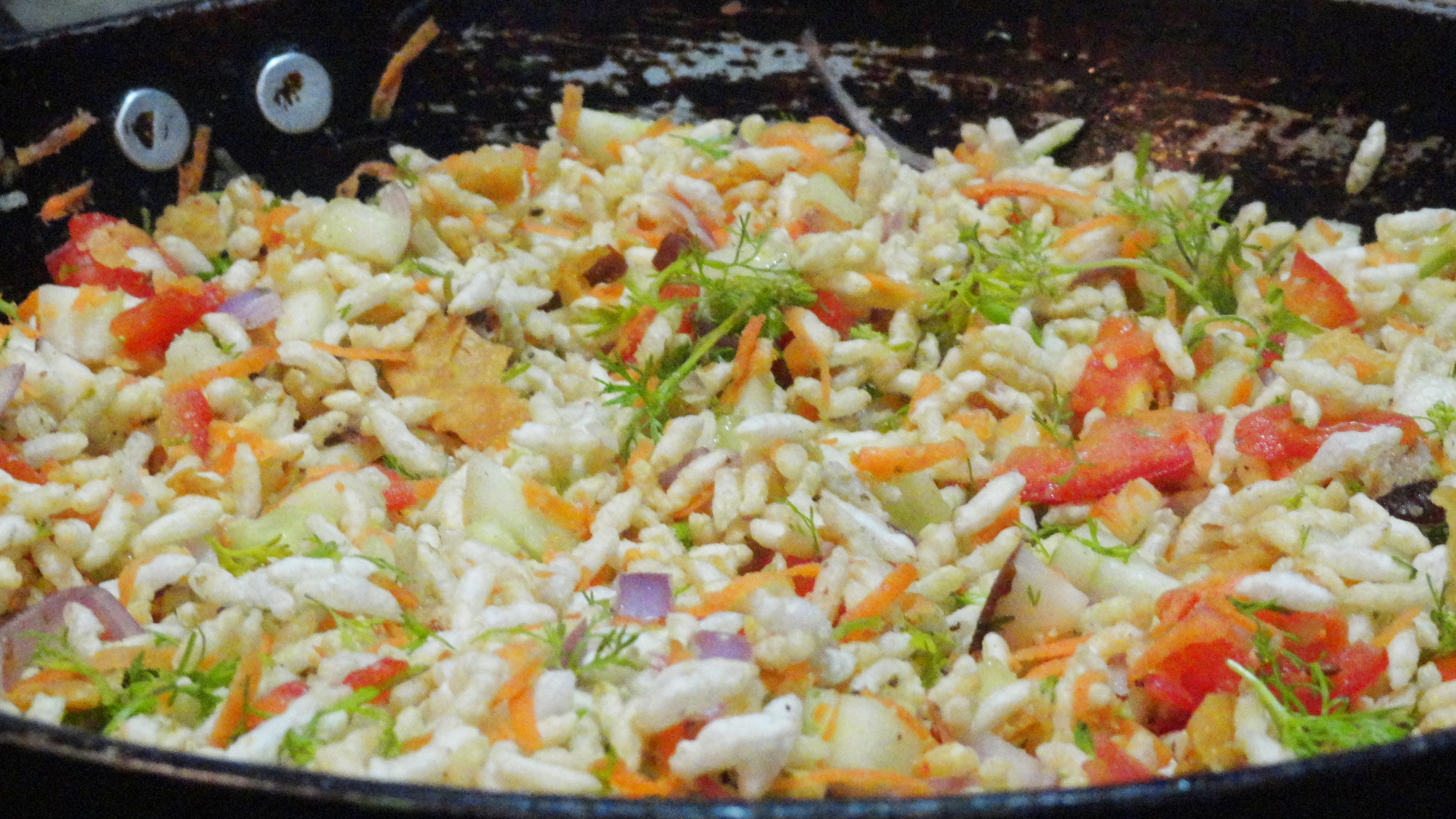
Kryddat puffat ris.
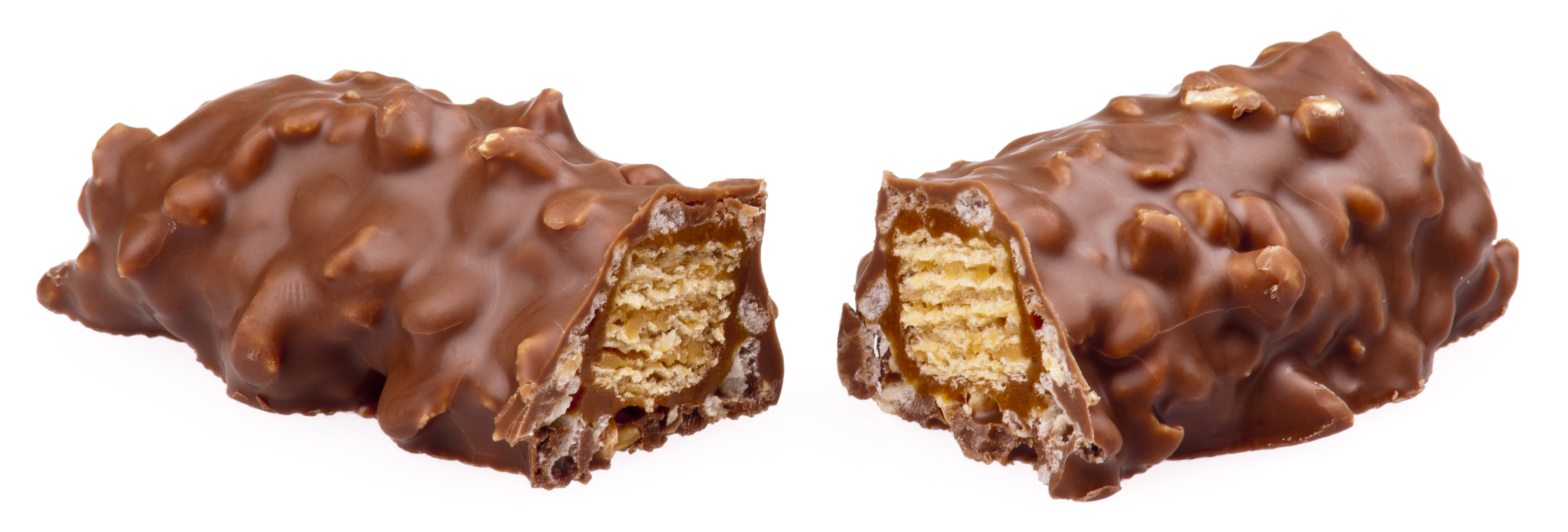
Chokladkaka med puffat ris och kola.